# Liste des maires de Boston

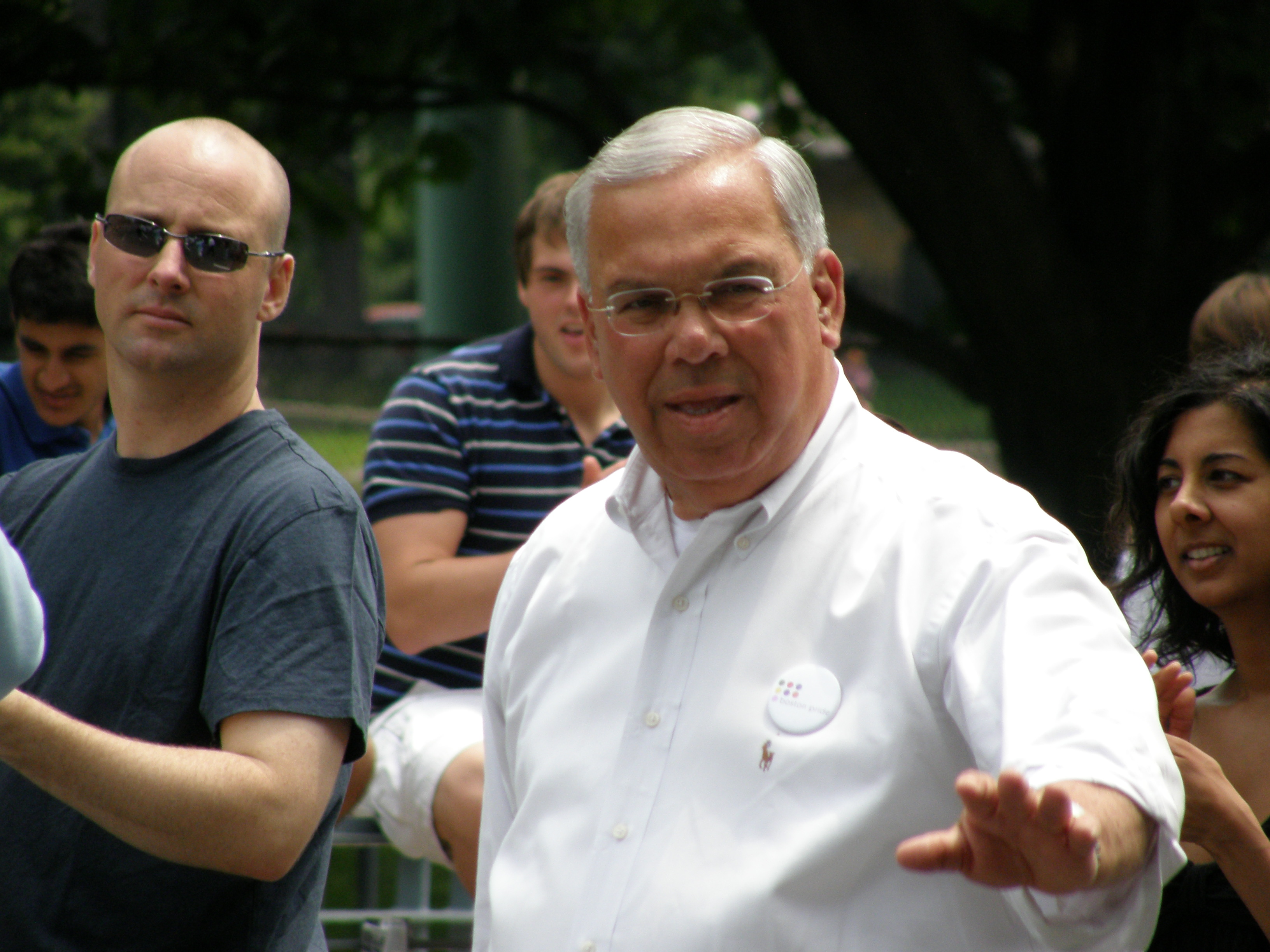
Thomas Menino, maire de 1993 à 2014.

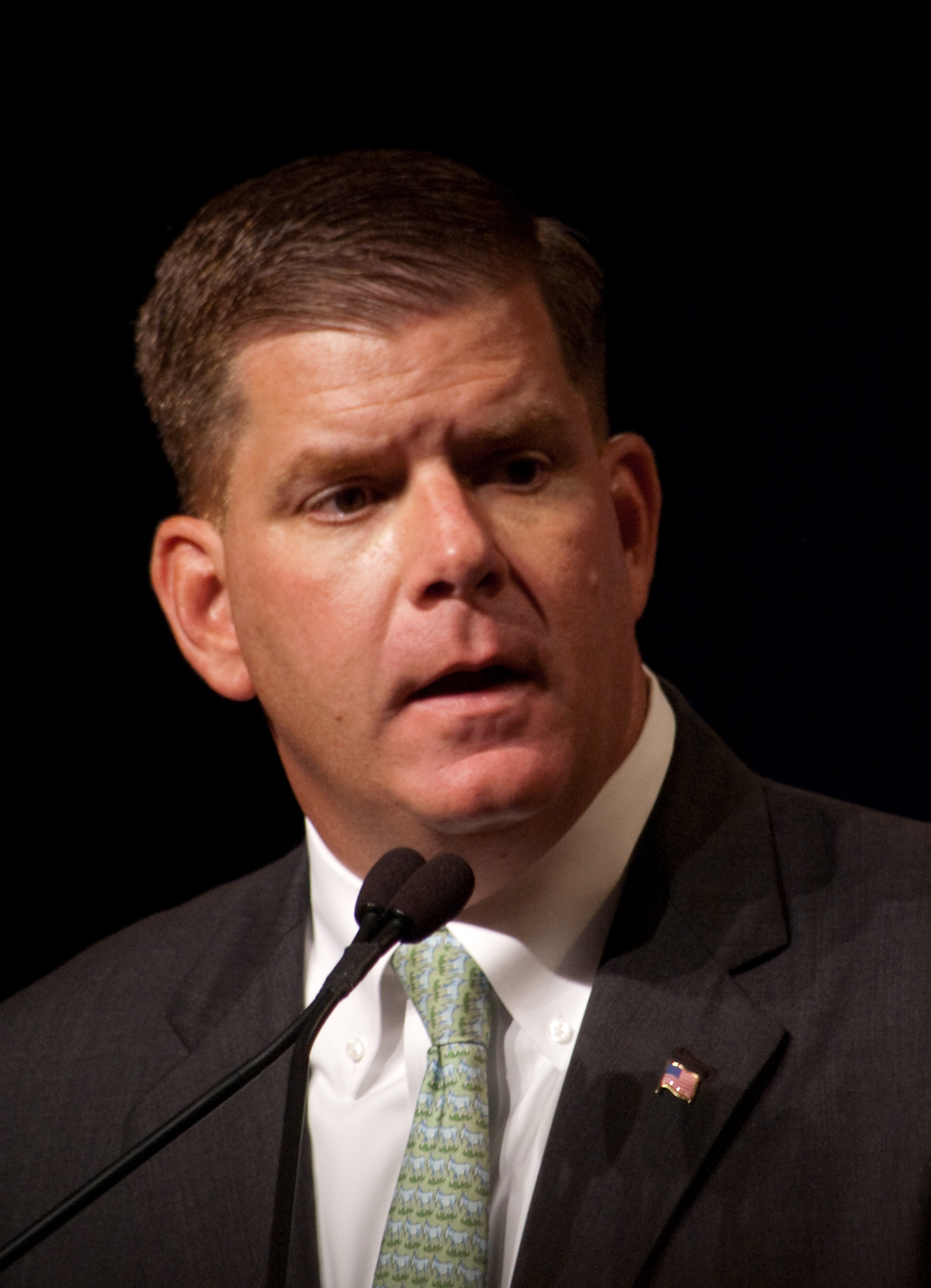
Marty Walsh, maire de 2014 à 2021.

Cette page propose une liste des maires de la ville de Boston dans le Massachusetts.

## Organisation
Le maire de Boston est le chef de l'administration municipale de Boston (Massachusetts). Boston a un système de gouvernement de maire-conseil dans lequel le maire et le conseil municipal sont élus séparément. Les élections municipales sont non partisanes et élisent un maire pour un mandat de quatre ans, sans limite du nombre de mandats.
Avant 1822, une ville était gérée par un collectif chargé des affaires courantes. Boston fut la première communauté du Massachusetts à disposer d'une charte qui fut accordée en 1822. Selon ses termes, le maire est élu chaque année. En juin 1895, la charte fut modifiée et le mandat du maire fut porté à deux ans.
En 1909, la législature de l'État contrôlée par les républicains a adopté des changements de la charte au profit d'un maire fort pour freiner la puissance montante des irlandais démocrates. Adopté par vote du public aux élections générales de novembre 1909, les changements portaient sur la prolongation du mandat de maire à quatre ans, et l'élection non partisane de celui-ci. Les réformes n'ont pas donné les résultats espérés, le premier maire élu en vertu de la nouvelle charte fut le démocrate John « Honey Fitz » Fitzgerald, et tous les maires sont depuis démocrates à l'exception du républicain Malcolm Nichols (1926-1930).
Dans une tentative de tempérer le pouvoir croissant de James Michael Curley, l'assemblée législative de l'État a adopté en 1918 une loi interdisant au maire de servir des mandats consécutifs ; Curley a été empêché de se présenter à la réélection par deux fois (Novembre 1925 et Novembre 1933). Cette loi a été abrogée en 1939 après que la carrière politique de Curley semble être en déclin. 
Un autre changement de charte a été adopté en 1949, en partie en réponse au quatrième mandat de Curley (1946-1950), au cours duquel il a purgé une peine de prison pour des crimes commis antérieurement. Les changements comprenaient l'ajout d'une élection préliminaire pour réduire la compétition à deux candidats, le changement du conseil municipal à 22 membres (un pour chaque quartier de la ville), et de donner au conseil la capacité de passer outre certains vetos de maire. Ces changements sont entrés en vigueur en 1951, ce qui a entraîné le raccourcissement à deux ans du premier mandat de John B. Hynes.

## Liste chronologique
| N° | Nom                          | Date      | Parti             |
| -- | ---------------------------- | --------- | ----------------- |
| 1  | John Phillips                | 1822      | Fédéraliste       |
| 2  | Josiah Quincy III (en)       | 1823-1828 | Fédéraliste       |
| 3  | Harrison Gray Otis (en)      | 1829-1831 | Fédéraliste       |
| 4  | Charles Wells (en)           | 1832-1833 | Parti whig        |
| 5  | Theodore Lyman (en)          | 1834-1835 | Parti démocrate   |
| 6  | Samuel Turell Armstrong (en) | 1836      | Parti whig        |
| 7  | Samuel Atkins Eliot (en)     | 1837-1839 | Parti whig        |
| 8  | Jonathan Chapman (en)        | 1840-1842 | Parti whig        |
| 9  | Martin Brimmer (en)          | 1843-1844 | Parti whig        |
| A  | William Parker (en)          | 1845      | Parti whig        |
| 10 | Thomas Aspinwall Davis (en)  | 1845      | Know Nothing      |
| A  | Benson Leavitt (en)          | 1845      | Parti whig        |
| 11 | Josiah Quincy, Jr. (en)      | 1845-1849 | Parti whig        |
| 12 | John P. Bigelow (en)         | 1849-1851 | Parti whig        |
| 13 | Benjamin Seaver (en)         | 1852-1853 | Parti whig        |
| 14 | Jerome V.C. Smith (en)       | 1854-1855 | Know Nothing      |
| 15 | Alexander H. Rice            | 1856-1857 | Parti républicain |
| 16 | Frederic W. Lincoln Jr.      | 1858-1860 | Parti républicain |
| 17 | Joseph Wightman (en)         | 1861-1862 | Parti démocrate   |
| 18 | Frederic W. Lincoln (en)     | 1863-1866 | Parti républicain |
| 19 | Otis Norcross (en)           | 1867      | Parti républicain |
| 20 | Nathaniel B. Shurtleff       | 1868-1870 | Parti démocrate   |
| 21 | William Gaston               | 1871-1872 | Parti démocrate   |
| 22 | Henry L. Pierce (en)         | 1873      | Sans étiquette    |
| A  | Leonard R. Cutter (en)       | 1873      | Parti démocrate   |
| 24 | Samuel C. Cobb (en)          | 1874-1876 | Sans étiquette    |
| 25 | Frederick O. Prince (en)     | 1877      | Parti démocrate   |
| 26 | Henry L. Pierce (en)         | 1878      | Parti républicain |
| 27 | Frederick O. Prince (en)     | 1879-1881 | Parti démocrate   |
| 28 | Samuel Abbott Green (en)     | 1882      | Parti républicain |
| 29 | Albert Palmer (en)           | 1883      | Parti démocrate   |
| 30 | Augustus Pearl Martin (en)   | 1884      | Parti républicain |
| 31 | Hugh O'Brien (en)            | 1884-1888 | Parti démocrate   |
| 32 | Thomas N. Hart (en)          | 1889-1890 | Parti républicain |
| 33 | Nathan Matthews (en)         | 1891-1894 | Parti démocrate   |
| 34 | Edwin Upton Curtis (en)      | 1895      | Parti républicain |
| 35 | Josiah Quincy (en)           | 1895-1899 | Parti démocrate   |
| 36 | Thomas N. Hart (en)          | 1900-1902 | Parti républicain |
| 37 | Patrick Collins (en)         | 1902-1905 | Parti démocrate   |
| A  | Daniel A. Whelton (en)       | 1905-1906 | Parti démocrate   |
| 38 | John F. Fitzgerald           | 1906-1907 | Parti démocrate   |
| 39 | George A. Hibbard (en)       | 1909-1910 | Parti républicain |
| 40 | John F. Fitzgerald           | 1911-1913 | Parti démocrate   |
| 41 | James Michael Curley         | 1914-1917 | Parti démocrate   |
| 42 | Andrew James Peters          | 1918-1922 | Parti démocrate   |
| 43 | James Michael Curley         | 1922-1925 | Parti démocrate   |
| 44 | Malcolm Nichols              | 1926-1929 | Parti républicain |
| 45 | James Michael Curley         | 1930-1933 | Parti démocrate   |
| 46 | Frederick Mansfield (en)     | 1934-1938 | Parti démocrate   |
| 47 | Maurice J. Tobin             | 1938-1944 | Parti démocrate   |
| A  | John E. Kerrigan (en)        | 1945-1946 | Parti démocrate   |
| 48 | James Michael Curley         | 1946-1949 | Parti démocrate   |
| 49 | John Hynes (en)              | 1950-1960 | Parti démocrate   |
| 50 | John F. Collins (en)         | 1960-1968 | Parti démocrate   |
| 51 | Kevin White                  | 1968-1983 | Parti démocrate   |
| 52 | Raymond Flynn                | 1984-1993 | Parti démocrate   |
| 53 | Thomas Menino                | 1993-2014 | Parti démocrate   |
| 54 | Marty Walsh                  | 2014-2021 | Parti démocrate   |
| A  | Kim Janey                    | 2021      | Parti démocrate   |
| 55 | Michelle Wu                  | 2021-     | Parti démocrate   |